# Twenty-Five Hours a Day
Twenty-Five Hours a Day is een nummer van de Amerikaanse rockband The Hooters uit 1993. Het is de eerste single van hun vijfde studioalbum Out of Body.
Het nummer wist enkel in Nederland en Duitsland de hitlijsten te bereiken. In Nederland haalde het de 2e positie in de Tipparade.